# Nitriloxide
| Nitriloxide |
| --- |
| Allgemeine Struktur der Nitriloxide |
| Allgemeine Struktur der Nitriloxide mit der blau markierten Nitriloxid-Funktion. Der Rest R stellt dabei einen aliphatischen, cyclischen oder aromatischen Rest oder auch ein Wasserstoff-Atom (Knallsäure) dar. |

Nitriloxide sind eine Stoffgruppe der organischen Verbindungen mit der allgemeinen Struktur R–CNO, wobei R ein kohlenstoffhaltiger Rest ist. Formal leiten sie sich von der instabilen Knallsäure ab.

## Darstellung
Nitriloxide können aus Hydroxyimidoylchloriden hergestellt werden, indem diese mit einer Base umgesetzt werden oder unter Bestrahlung in Benzol mit Hexabutyldistannan. Die direkte Herstellung von Nitriloxiden aus Aldoximen ist mit Natriumhypobromit möglich, das in situ aus Brom und Natriumhydroxid gebildet wird. Die Oxidation von Aldoximen mit Iodosobenzol ergibt ebenfalls Nitriloxide.
Eine andere Methode ist die Dehydratisierung von primären Nitroverbindungen. Geeignete Reagenzien sind hierfür para-Toluolsulfonsäure in Mesitylen, Natriumacetat in Acetanhydrid und Ethylchlorformiat beziehungsweise Benzolsulfonylchlorid mit Triethylamin. Das wichtigste Reagenz ist jedoch 4-Chlorphenylisocyanat. Daneben eignet sich auch das Burgess-Reagenz.

## Eigenschaften
Nitriloxide sind sehr reaktiv. Daher werden sie meist in situ erzeugt und direkt weiter umgesetzt. Sie gehen insbesondere 1,3-dipolare Cycloadditionen an Alkene ein, wodurch Isoxazole oder Isoxazoline erhalten werden. Ihre Dimerisierung führt zu Furoxanen.
Die Dimerisierung von aliphatischen Nitriloxiden ist sehr schnell, bei aromatischen Vertretern kann sie hingegen einige Stunden bis Tage dauern. Nitriloxide mit sterisch gehinderten Resten wie Mesitylen lassen sich rein darstellen.
Stabile Nitriloxide gehen einige weitere Reaktionen ein. Durch Reaktion mit Trimethylphosphit können sie wieder zu Nitrilen reduziert werden. Durch Kochen in Xylol oder Decalin lagern sie sich zu Isocyanaten um.